# Marek Małecki (prawnik)
Marek Małecki (ur. w Warszawie) – polski prawnik, adwokat, działacz społeczny, sędzia sportowy, mecenas sztuki, działacz sportowy, filantrop, członek Trybunału Stanu.
Twórca i pierwszy przewodniczący Komisji Etyki Reklamy (do 2008), wieloletni doradca Polskiej Rady Biznesu i Konfederacji Lewiatan.
Od 2011 jest Przewodniczącym Trybunału Sportowego PZMot.
Od 2014 r. jest międzynarodowym sędzią, a od 2018 r. jest członkiem Komisji Etyki w Międzynarodowej Federacji Motocyklowej (FIM - Fédération Internationale de Motocyclisme) w Genewie.
Od 2017 r. jest międzynarodowym sędzią w Trybunale Międzynarodowej Federacji Samochodowej (FIA - Fédération Internationale de l’Automobile ) w Paryżu.
Od 2021 r. jest Przewodniczącym Trybunału Rozliczeń Formuły 1 FIA (CCAP F1 FIA)
W swojej karierze uczestniczył jako adwokat w wielu trudnych i często głośnych procesach cywilnych i karnych, które trafiały na pierwsze strony gazet w Polsce i na świecie, takich jak afera Rywina, obrona w aferze podsłuchowej, lustracja arcybiskupa Stanisława Wielgusa, obrona autorów Stanu Wojennego, obrona gen. Czempińskiego, obrona zastępcy szefa Centralnego Biura Śledczego Policji i szefa antyterrorystów w sprawie tzw. „akcji pod Magdalenką”.
21 listopada 2023 został wybrany członkiem Trybunału Stanu.
Jest jednym z bohaterów książki Doroty Kowalskiej „Adwokaci. Ich najważniejsze sprawy”.

## Życiorys

### Wykształcenie i działalność w zawodzie prawnika
Od urodzenia mieszka w Warszawie, gdzie ukończył szkołę podstawową i liceum ogólnokształcące.
Syn Elżbiety i Rafała. W 1996 r. ukończył studia na kierunku prawo na Wydziale Prawa i Administracji Uniwersytetu Warszawskiego. Był szefem samorządu na WPiA, studenckim członkiem Rady Wydziału i Senatu Uczelni, członkiem parlamentu studenckiego, NSZ-u i jednym z liderów Młodych Liberałów. Odbył po studiach aplikację adwokacką, w 2000 r. zdał egzamin adwokacki. Rozpoczął swoją karierę prawniczą w 1992 roku w Warszawie, w oddziale amerykańskiej kancelarii prawniczej. Odbył szkolenia zawodowe we Francji, Austrii, Wielkiej Brytanii, Szwajcarii, Niemczech i Stanach Zjednoczonych. Był szefem departamentu prawnego Rabobank Polska S.A.
Zajmuje się sprawami głównie z zakresu prawa cywilnego, gospodarczego i karnego.

### Praktyka adwokacka
Od 2001 r. wykonuje czynnie zawód adwokata. Brał udział w najciekawszych projektach biznesowych i procesach sądowych I pierwszej dekady XXI w. Współtworzył jako doradca prawny najważniejsze linie energetyczne, energetyczne połączenia transgraniczne i oraz trasy kolejowe w Polsce na początku XXI wieku.
Jest założycielem kancelarii adwokatów i radców prawnych „Kancelaria Adwokacka Marek Małecki” z siedzibą w Warszawie.
Jego pierwszą sprawą była głośna sprawa zabójstwa studenta Wojtka Króla na ul. Lwowskiej w Warszawie (jeden z głośniejszych procesów toczących się przed polskim wymiarem sprawiedliwości), w której był obrońcą Mariusza S. (prawomocnie uniewinnionego), oskarżonego o napad rabunkowy oraz zabójstwo studenta.
Był wspólnie z adw. Czesławem Jaworskim pełnomocnikiem Małgorzaty Niezabitowskiej, rzecznik rządu Tadeusza Mazowieckiego, w postępowaniu lustracyjnym.
Przygotowywał generałów Wojciecha Jaruzelskiego, Floriana Siwickiego i Tadeusza Tuczapskiego do obrony w związku z zarzutami o bezprawne wprowadzenie stanu wojennego (żaden z generałów nie dożył końca procesu), przed sądem bronił generała Floriana Siwickiego.
Był obrońcą Lwa Rywina, zamieszanego w jeden z największych, lecz niewyjaśnionych do końca skandali korupcyjnych III Rzeczypospolitej.
Był pełnomocnikiem ministra sportu w rządzie PiS-u Tomasza Lipca, oskarżonego o korupcję.
Jako adwokat reprezentował Marka Falentę, który stał za nielegalnym nagrywaniem rozmów polityków, które wywołały tak zwaną aferę podsłuchową w 2014 roku.
Obrońca lidera PSL-u, Jana Burego, wiceministra MSP, członka KRS, zatrzymanego przez funkcjonariuszy CBA w związku z postawionymi mu zarzutami popełnienia przestępstw korupcyjnych w związku z tzw. aferą podkarpacką.
Reprezentował wiceprezesa Orlenu, Marka Serafina, zatrzymanego przez ABW w 2011 r., w związku z zarzutem korupcji (umorzenie postępowania i uzyskanie odszkodowania dla klienta).
Reprezentował znanych polityków z różnych opcji politycznych, ministrów i premierów z rządów Tadeusza Mazowieckiego, Waldemara Pawlaka, Leszka Millera, Marka Belki, Donalda Tuska, Jarosława Kaczyńskiego, Beaty Szydło i Mateusza Morawieckiego.
Był obrońcą znanego polityka polskiej prawicy odpowiedzialnego za prywatyzację dużych zakładów państwowych, podczas której doszło do podejrzenia wielu nadużyć prawa (oczyszczenie klienta z zarzutów).
Bronił w procesie lustracyjnym arcybiskupa Stanisława Wielgusa (umorzenie postępowania).
W procesie o ochronę dóbr osobistych przeciwko wydawcy tabloidu, wywalczył jedną z najwyższych kwot zasądzonych w historii polskiego sądownictwa na rzecz reprezentowanych Klientów (2020).
Był ponadto obrońcą m.in. dowódcy pododdziału antyterrorystycznego KGP Jakuba Jałoszyńskiego, oskarżonego o niedopełnienie obowiązków przy planowaniu i przeprowadzeniu akcji zatrzymania dwóch przestępców w marcu 2003 w podwarszawskiej miejscowości Magdalenka, w wyniku której śmierć poniosło dwóch oficerów Policji, a szesnastu policjantów zostało rannych (Sąd Apelacyjny utrzymał w mocy wyrok uniewinniający).
Jako adwokat reprezentował także Jana Wejcherta i Mariusza Waltera, w postępowaniu cywilnym przeciwko ministrowi obrony narodowej za ujawnienie raportu z likwidacji WSI (sąd uznał, że naruszono dobra osobiste J. Wejcherta i M. Waltera).
Był obrońcą w procesach karnych m.in. światowej sławy architekta, Karola Marcinkowskiego (prawomocnie uniewinniony).
Obecnie reprezentuje Mariana Banasia, prezesa NIK-u w związku z podejrzeniem złożenia przez Mariana Banasia nieprawdziwych oświadczeń majątkowych, zatajenie faktycznego stanu majątkowego oraz nieudokumentowanych źródeł dochodu.

## Działalność pozaprawnicza
Jest mecenasem sztuki i filantropem, którego głównym celem jest ochrona polskiego dorobku kulturalnego. Wspiera kulturę i sztukę dokonując cyklicznych zakupów eksponatów do krajowych muzeów oraz Zamku Królewskiego w Warszawie. Przyczynił się do rozbudowy kolekcji obrazów, sreber, zegarów i szkieł XVIII wiecznych, które zdeponowane są na Zamku Królewskim w Warszawie, w Muzeach Narodowych w Warszawie, Krakowie, Gdańsku, Poznaniu, a także w muzeach regionalnych w Toruniu i Kazimierzu nad Wisłą. Zamek Królewski w Warszawie zawdzięcza mecenasowi Małeckiemu również cenną kolekcję uzbrojenia husarskiego, w tym karabele, nadziaki i animy, która dopełnia powstałą w zamku zbrojownię.
Udziela również pomocy prawnej i finansowej muzykom, kompozytorom i organizacjom non-profit promującym rozwój kultury i sztuki.
Często angażuje się w sprawy pro publico bono, aby wspierać niezamożnych i nieuprzywilejowanych uczestników procesów sądowych.

## Życie osobiste
Żona: Małgorzata Niedżwiecka - Małecka (absolwentka Wydziału Prawa i Administracji Uniwersytetu Warszawskiego, absolwentka Wydziału Psychologii Uniwersytetu SWPS).
Córki: Marta Małecka i Maria Małecka.